# Pęchery (wieś w województwie mazowieckim)
Pęchery – wieś w Polsce położona w województwie mazowieckim, w powiecie piaseczyńskim, w gminie Piaseczno.
Wieś wchodzi w skład sołectwa Grochowa – Pęchery.
Wieś szlachecka położona była w drugiej połowie XVI wieku w powiecie czerskim ziemi czerskiej województwa mazowieckiego. W latach 1975–1998 miejscowość administracyjnie należała do województwa warszawskiego.
W czasie kampanii wrześniowej stacjonowała tu 16 Eskadra Towarzysząca.

## W kulturze
W serialu Egzorcysta, jeden z głównych bohaterów Marcinek (właśc. Marcin Łopian) jest zamieszkały w Pęcherach.